# Elizabeth Winthrop Chanler
Elizabeth Astor Winthrop Chanler, Mme John Jay Chapman (23 février 1866 - 5 juin 1937), est une héritière et une mondaine américaine de l'Âge d'or.

## Jeunesse et famille
Elle est la fille aînée du représentant américain John Winthrop Chanler (1826-1877) et de Margaret Astor (née Ward) Chanler (1838-1875), de la riche famille Astor. Par son père, elle descend de Peter Stuyvesant, le dernier directeur général néerlandais de la Nouvelle-Amsterdam, Wait Winthrop et Joseph Dudley. Par sa mère, elle est la petite-nièce de Julia Ward Howe, John Jacob Astor III et William Backhouse Astor Jr. (mari de Caroline Schermerhorn Astor, qui est la marraine d'Elizabeth). Chanler et ses frères et sœurs deviennent orphelins après la mort de sa mère en décembre 1875 et de son père en octobre 1877, tous deux d'une pneumonie. Les enfants sont élevés à Rokeby, la propriété de 43 pièces de leurs parents à Barrytown.
Elizabeth est decrite comme une « belle femme déterminée qui, même à l'école maternelle, était connue sous le nom de "Queen Bess" par ses frères » Elle a neuf frères et sœurs, dont John Armstrong Chanler (qui a épousé la romancière Amélie Louise Rives), les politiciens William Astor Chanler, Lewis Stuyvesant Chanler et l'artiste Robert Winthrop Chanler. Sa sœur, Margaret Livingston Chanler, sert comme infirmière dans la Croix-Rouge américaine pendant la guerre hispano-américaine (et était l'épouse de Richard Aldrich). Winthrop Astor Chanler, sert dans les Rough Riders à Cuba et est blessé à la bataille de Tayacoba.

## Vie en société
Au décès de son père en 1871, sa succession est évaluée entre 1 500 000 $ (équivalent à 44 292 188 $ en dollars de 2023) et 2 000 000 $ (équivalent à 59 056 250 $ en dollars de 2023). Le testament de John Winthrop Chanler prévoit 20 000 $ par an pour chaque enfant pendant toute leur vie, ce qui est suffisant pour vivre confortablement selon les normes de l'époque.
En 1892, Elizabeth, ses sœurs, Margaret et Alida, et son frère Winthrop et sa femme Margaret, sont inclus dans les « Four Hundred » de Ward McAllister, soi-disant un index des meilleures familles de New York, publié dans The New York Times. Par coïncidence, 400 personnes sont autorisées à entrer dans la salle de bal de Mme Astor. Elizabeth était membre du Cosmopolitan Club de New York.
En 1893, alors qu'il se trouve à Londres pour le mariage d'un frère, John Singer Sargent, le portraitiste le plus célèbre et le plus recherché de l'époque, peint un portrait d'Elizabeth, alors jeune, âgée de vingt-six ans. Selon Sargent, elle a « le visage d’une Madone et les yeux d’un enfant ». Son fils fait don du portrait au Smithsonian American Art Museum en 1980,.

## Vie personnelle

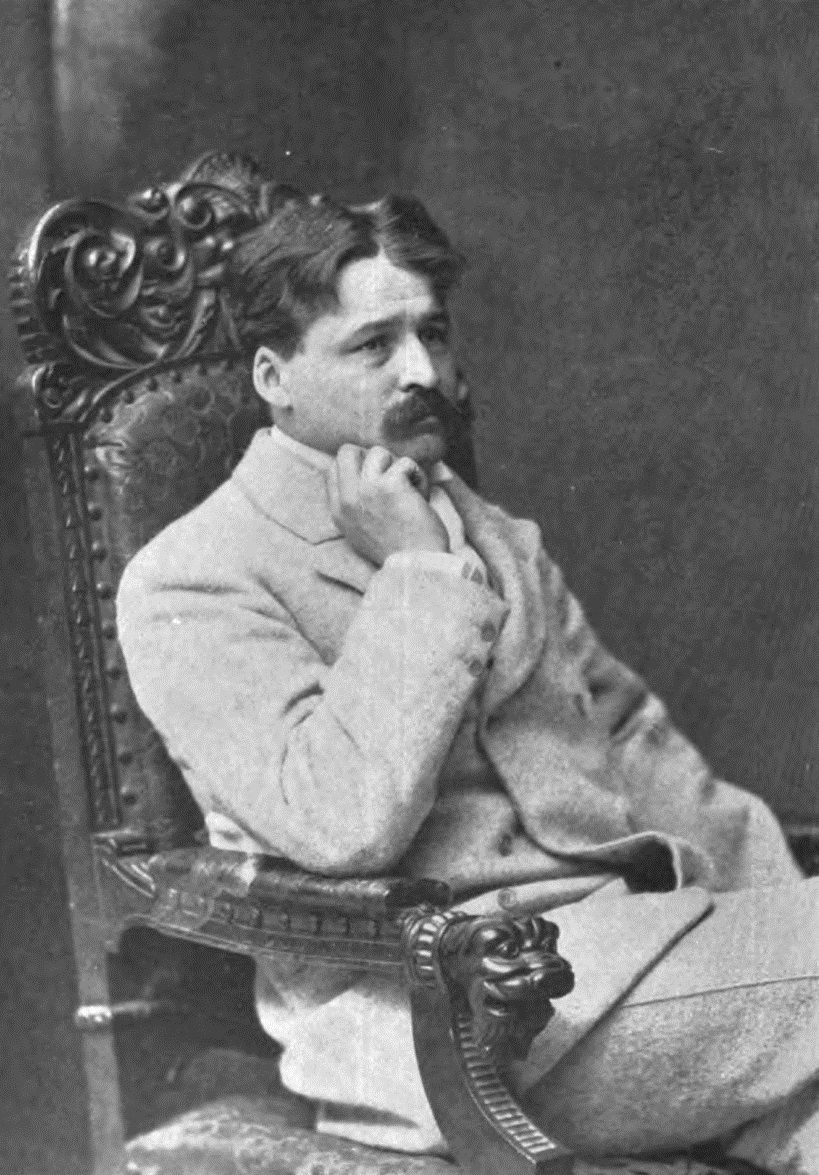
Photographie du mari d' Elizabeth, John Jay Chapman, c. 1899

Le 23 avril 1899, Chanler épouse l'écrivain John Jay Chapman (1862–1933), fils de Henry Grafton Chapman, président de la Bourse de New York, et d'Eleanor Kingsland (née Jay) Chapman, arrière-petite-fille de John Jay, premier juge en chef de la Cour suprême. Chapman a auparavant été marié à Minna Timmins, décédée en 1897. Elizabeth et son mari ont un enfant ensemble :
- Chanler Armstrong Chapman (1901–1982)[19], qui épouse Olivia James, fille d'Edward Holton James et petite-nièce de Henry James, William James et Alice James. Ils divorcent et il épouse Helen Riesenfeld, une écrivaine, en 1948[20]. Après sa mort en 1970, il épouse Ida R. Holzbert Wagman en 1972[21].

Son mari est décédé à leur domicile, « Good Hap », le 4 novembre 1933, près de Barrytown, New York,. Après sa mort, Elizabeth passe plusieurs années à travailler sur un volume de ses lettres rassemblées, qu'elle achève peu avant sa propre mort.
Elizabeth est décédée le 5 juin 1937 et est enterrée au cimetière épiscopal Saint-Matthieu à Bedford, New York.